# Beerdiertjes
Beerdiertjes (Tardigrada) of waterbeertjes zijn een stam van minuscule meercellige dieren. Beerdiertjes bereiken een lichaamslengte van ongeveer een halve millimeter en een breedte van ongeveer 0,2 millimeter, waardoor ze met het blote oog bijna niet te zien zijn, en zeker niet in de vrije natuur. Ze zijn echter zeer algemeen: een enkele pluk mos kan tot duizenden exemplaren herbergen. Beerdiertjes vormen een groep uit het dierenrijk waarvan nog niet veel bekend is.
Beerdiertjes hebben een cilindervormig lichaam, dat bij sommige soorten is afgeplat. Alle soorten hebben een in vijf delen verdeeld lichaam dat bestaat uit een kop en vier achterlijfsegmenten. Elk achterlijfsegment heeft één paar poten. Vanwege het aantal poten werd lange tijd gedacht dat de beerdiertjes verwant waren aan de spinachtigen, maar tegenwoordig denken biologen dat ze evolutionair meer gerelateerd zijn aan de fluweelwormen.
De stam van de beerdiertjes werd voor het eerst beschreven in 1773, en omvat de klassen Heterotardigrada en Eutardigrada. Mogelijk bestaat er ook nog een klasse Mesotardigrada die slechts wordt vertegenwoordigd door een enkele soort. Deze laatste werd in 1937 in Japan beschreven maar de soort is onvindbaar. Mogelijk is het een hoax of is de soort inmiddels uitgestorven. Er zijn ongeveer 1150 bekende soorten in de groep van de Tardigrada.
Beerdiertjes worden beschouwd als de veerkrachtigste en moeilijkst uitroeibare dieren op aarde. Ze overleven extreme temperaturen en kunnen lange tijd zonder voedsel en water. Ze overleven zelfs gebrek aan zuurstof en weerstaan hoogenergetische straling. Wetenschappelijk onderzoek naar de fysiologie van verschillende beerdiersoorten heeft vooralsnog geen bruikbare biotechnologische (bijvoorbeeld medische) toepassingen opgeleverd.

## Naam en ontdekkingsgeschiedenis

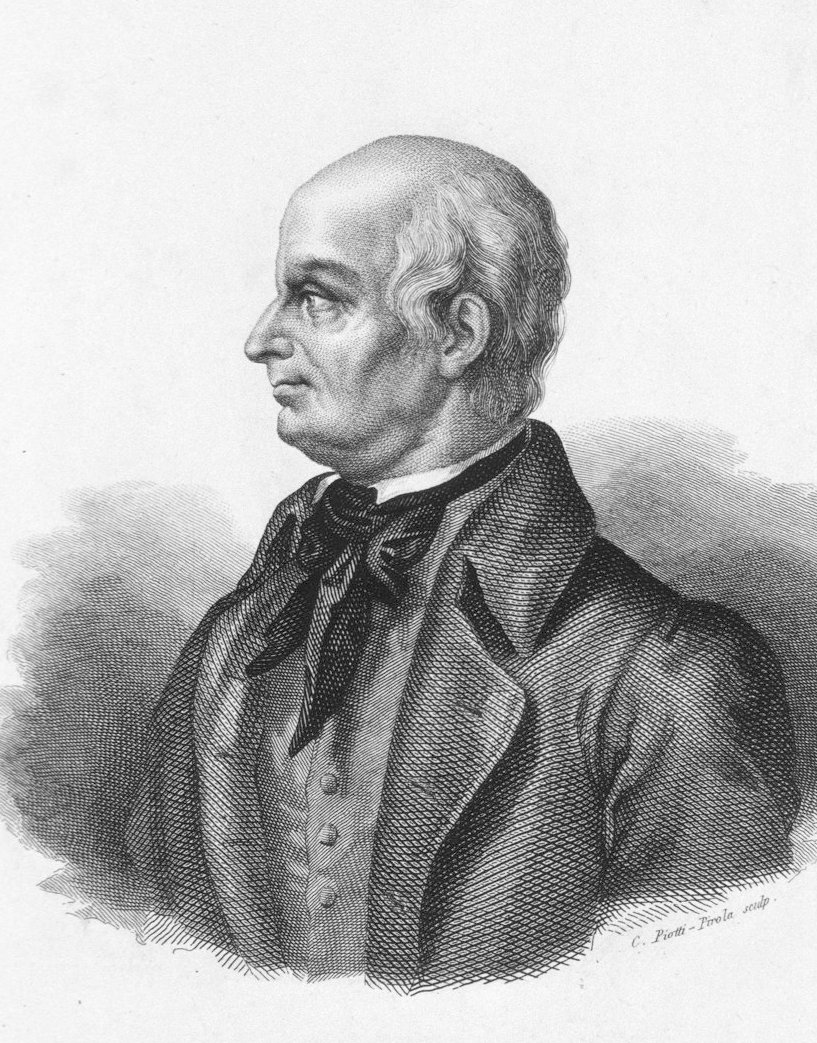
Lazzaro Spallanzani

Beerdiertjes staan bekend onder verschillende andere namen, zoals tardigraden, waterbeertjes en mosbeertjes. Ze moeten niet verward worden met de mosdiertjes (Bryozoa), die tot een andere stam van het dierenrijk behoren.
Beerdiertjes werden in 1773 voor het eerst beschreven en getekend door Johann August Ephraim Goeze (1731–1793), een Duitse pastor en zoöloog. Hij noemde de diertjes 'kleine waterbeer' (Duits: kleiner Wasserbär) omdat het wat gekromde lichaam en de onhandige tred hem deden denken aan een beer. De Italiaanse bioloog Lazzaro Spallanzani (1729–1799) was geïnteresseerd in het vermogen van sommige diertjes om op te drogen om later weer volledig functioneel te worden. Hij onderzocht onder andere raderdiertjes en rondwormen en was later een verzamelaar van beerdiertjes. Spallanzani was de eerste die ontdekte dat beerdiertjes in extreme omstandigheden kunnen overleven door vrijwel geheel op te drogen. In 1776 gaf hij een wetenschappelijke naam aan de groep; Tardigrada. De naam is een verwijzing naar hun trage manier van voortbewegen. Tardigrada betekent vrij vertaald 'langzame stapper' en is een samenstelling van de Latijnse woorden tardus, 'langzaam', en gradus, 'stap'.
In 1869 onderzocht de Britse bioloog Thomas Huxley de kleine diertjes onder een lichtmicroscoop. Zij deden hem door het bolle, iets gekromde lichaam en de wat onhandige, slingerende manier van voortbewegen − net als Goeze − denken aan een beer. Huxley gaf ze de naam 'water bears' (waterbeertjes). Hieraan is ook de Nederlandstalige naam beerdiertjes te danken.

## Verspreiding en habitat
Het verspreidingsgebied van beerdiertjes beslaat de gehele aarde: ze hebben een kosmopolitische verspreiding. Er zijn soorten bekend in gebieden van de polen tot aan de evenaar, zowel in zee als op het land. Op het land worden ze aangetroffen in vochtige planten zoals mossen, maar ook in vochtig zand. Ze zijn waargenomen in het Himalayagebergte tot boven de 6000 meter, in zeeën tot een diepte van 4690 meter en in zoetwatermeren tot een diepte van 150 meter.

### Habitat

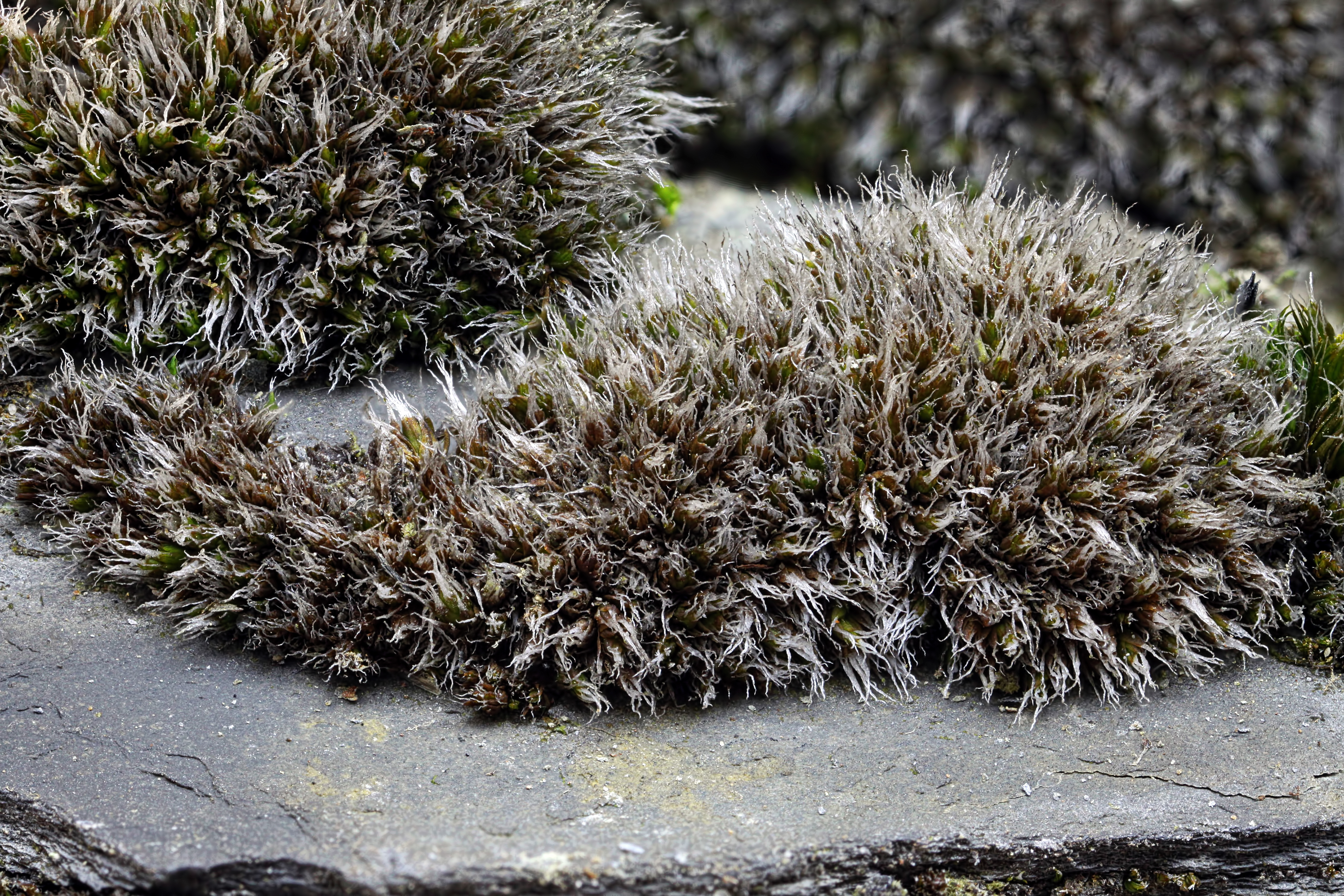
De mossoort Coscinodon cribrosus is een geschikte leefomgeving van het beerdiertje Macrobiotus persimilis.

Beerdiertjes komen voor in zeer uiteenlopende biotopen. De meeste soorten leven in vochtige omgevingen op het land, maar beerdiertjes komen ook voor in zout en in zoet water. Enkele soorten komen vrijwel wereldwijd op land voor, zoals Macrobiotus hufelandi. De meeste soorten leven echter in gebieden met een gematigd klimaat en slechts een relatief klein aantal soorten komt voor in tropische gebieden. Beerdiertjes leven in de kleinst mogelijke microhabitats; sommige soorten zijn zo klein dat ze kunnen leven in de ruimtes tussen de zandkorrels op het strand. Deze levenswijze wordt wel mesopsammon (meso = tussen, psammos = zand) genoemd.
Landbewonende soorten hebben een voorkeur voor planten die groeien onder overwegend vochtige omstandigheden, zoals mossen en korstmossen. Beerdiertjes worden veel gevonden in verschillende soorten haakmos (Rhytidiadelphus), zoals riempjesmos (Rhytidiadelphus loreus) en gewoon haakmos (Rhytidiadelphus squarrosus). De diertjes gebruiken de mossen niet alleen als voedsel, maar benutten ook de vele vertakkingen van het mos om zich te verschuilen tegen grotere predatoren. Om dezelfde reden leven ze ook op levermossen. Op het land levende soorten kunnen slecht tegen stromend water omdat ze makkelijk worden weggespoeld.
Beerdiertjes komen voor in omgevingen met grote temperatuurschommelingen; tevens zijn ze bestand tegen een sterk wisselende vochtigheid. Beerdiertjes bewonen vaak tijdelijke wateren, zoals waterplassen en droogvallende meren en rivieren. Soorten die in mossen leven drogen regelmatig uit bij een gebrek aan regen. Soorten die in getijdengebieden leven worden blootgesteld aan droogte en aan de zon elke keer dat het eb wordt. Dergelijke soorten leven in constant stromend water en hebben langere klauwtjes om zich beter aan het substraat te hechten. Van slechts enkele soorten die in het water leven is bekend dat ze kunnen zwemmen. Bij deze soorten zwelt het lichaam op door water op te nemen; het lichaam lijkt dan enigszins op dat van een kwal.
Beerdiertjes kunnen massaal voorkomen: in een enkele pluk mos kunnen vele honderden exemplaren leven. Bij een onderzoek in 1929 werden in een droog plukje mos van 0,0286 gram 660 beerdiertjes geteld, wat neerkomt op 22.000 exemplaren per gram. Tijdens een onderzoek in 1977 bleken er gemiddeld 228,7 beerdiertjes op een vierkante centimeter mos te leven.
Beerdiertjes kunnen in droge toestand – waarbij ze zeer klein en licht zijn – meegenomen worden door de wind. Zo kunnen ze gebieden koloniseren die op relatief grote afstand liggen van de plaats waar ze zijn opgedroogd.

### België en Nederland
Op de stranden van België en Nederland zijn de soorten Batillipes phreaticus, het zeebeertje (Echiniscoides sigismundi), Batillipes mirus en Batillipes tubernatis aangetroffen. Het vulpenstekelstrandbeerdiertje (Batillipes pennaki) werd voor het eerst in 2015 ontdekt op de stranden van de Oosterschelde. In Nederland zijn achttien verschillende soorten beerdiertjes aangetroffen, deze zijn in de onderstaande uitklapbare tabel weergegeven.
| Soorten beerdiertjes in Nederland                  | Soorten beerdiertjes in Nederland | Soorten beerdiertjes in Nederland |
| -------------------------------------------------- | --------------------------------- | --------------------------------- |
| Naam                                               | Auteur                            | Familie                           |
| Milnesium tardigradum                              | Doyère, 1840                      | Milnesiidae                       |
| Diphascon chilenense                               | Plate, 1888                       | Hypsibiidae                       |
| Hypsibius convergens                               | Urbanowicz, 1925                  | Hypsibiidae                       |
| Hypsibius dujardini                                | Doyère, 1840                      | Hypsibiidae                       |
| Pseudobiotus kathmanae                             | Nelson, Marley & Bertolani, 1999  | Hypsibiidae                       |
| Ramazzottius novemcinctus                          | Marcus, 1936                      | Hypsibiidae                       |
| Ramazzottius oberhaeuseri                          | Doyère, 1840                      | Hypsibiidae                       |
| Dactylobiotus macronyx                             | Dujardin, 1851                    | Macrobiotidae                     |
| Macrobiotus areolatus                              | Murray, 1907                      | Macrobiotidae                     |
| Macrobiotus echinogenitus                          | Richters, 1903                    | Macrobiotidae                     |
| Macrobiotus hufelandi                              | Schultze, 1833                    | Macrobiotidae                     |
| Minibiotus intermedius                             | Plate, 1888                       | Macrobiotidae                     |
| Batillipes mirus                                   | Richters, 1909                    | Batillipedidae                    |
| Vulpenstekelstrandbeerdiertje (Batillipes pennaki) | Marcus, 1946                      | Batillipedidae                    |
| Batillipes phreaticus                              | Renaud-Debyser, 1959              | Batillipedidae                    |
| Batillipes tubernatis                              | Pollock, 1971                     | Batillipedidae                    |
| Zeebeertje (Echiniscoides sigismundi)              | Schultze, 1865                    | Echiniscoididae                   |
| Echiniscus testudo                                 | Doyère, 1840                      | Echiniscoididae                   |

## Uiterlijke kenmerken
Waterbeertjes hebben een bilateraal symmetrisch lichaam. Het is opgebouwd uit vijf segmenten: het voorste segment is het kopsegment, gevolgd door vier lichaamssegmenten die elk een paar poten dragen.

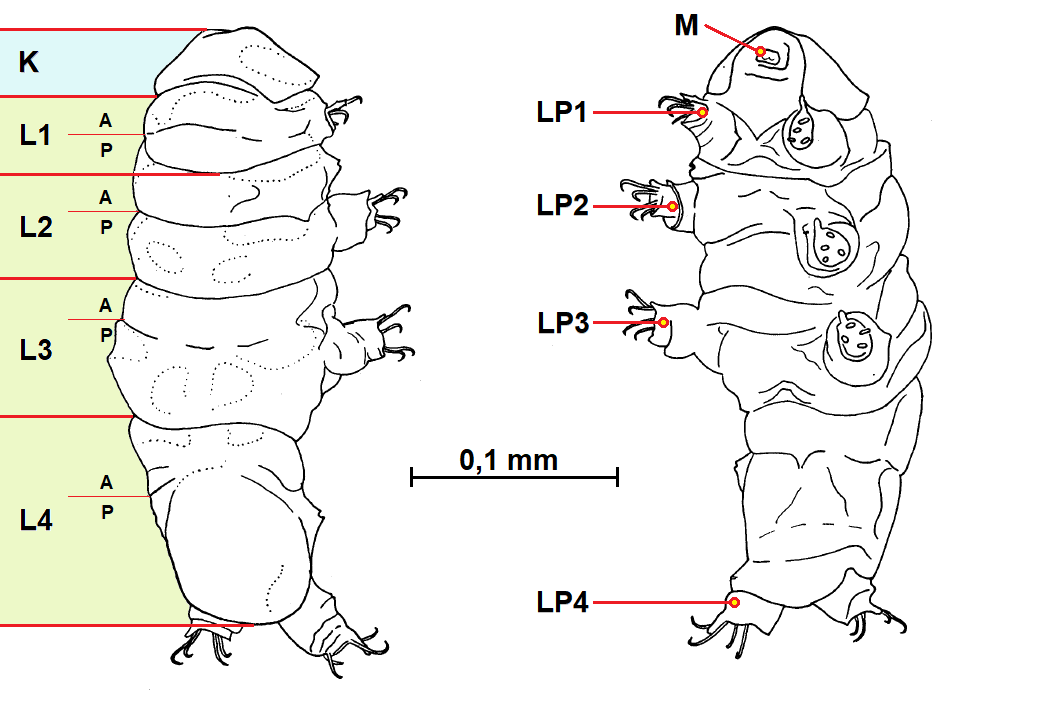
De soort Beorn leggi bekeken van de dorsolaterale zijde (links) en de ventrolaterale zijde (rechts)

Waterbeertjes behoren tot de kleinste meercellige dieren. De grootste soorten bereiken een lichaamslengte van 1,2 millimeter. De kleinste soorten zijn in het volwassen stadium 0,08 millimeter lang. De soorten die in zee leven blijven vaak erg klein, en worden meestal niet langer dan 0,1 tot 0,3 mm. Mannetjes worden bij veel soorten ongeveer even groot als vrouwtjes, bij sommige soorten blijven ze veel kleiner.
De soorten uit het geslacht Pseudechiniscus zijn een voorbeeld van een groep van kleinere soorten, zij worden ongeveer 0,1 tot 0,25 millimeter lang. De soorten die tot het geslacht Milnesium behoren zijn groter en kunnen tot ongeveer een millimeter lang worden. Macrobiotus hufelandi is een van de grootste soorten en bereikt een lengte tot 1,2 millimeter. Alle andere soorten hebben een lengte die hier tussenin ligt, zoals Diphascon (0,2 - 0,4 mm), Ramazzottius (0,2 - 0,35 mm) en Hypsibius (tot 0,35 mm).
De lichaamsgrootte is afhankelijk van de omgevingstemperatuur waarin het diertje opgroeit. Bij de soort Isohypsibius dastychi worden exemplaren die bij 12 graden Celsius opgroeien aanmerkelijk groter dan exemplaren die bij 20 °C volwassen worden.
Grotere soorten beerdiertjes zijn op een objectglaasje met het blote oog nét zichtbaar als de lichtval optimaal is. Het diertje is dan te zien als een minuscuul, bleek stipje.

### Kop

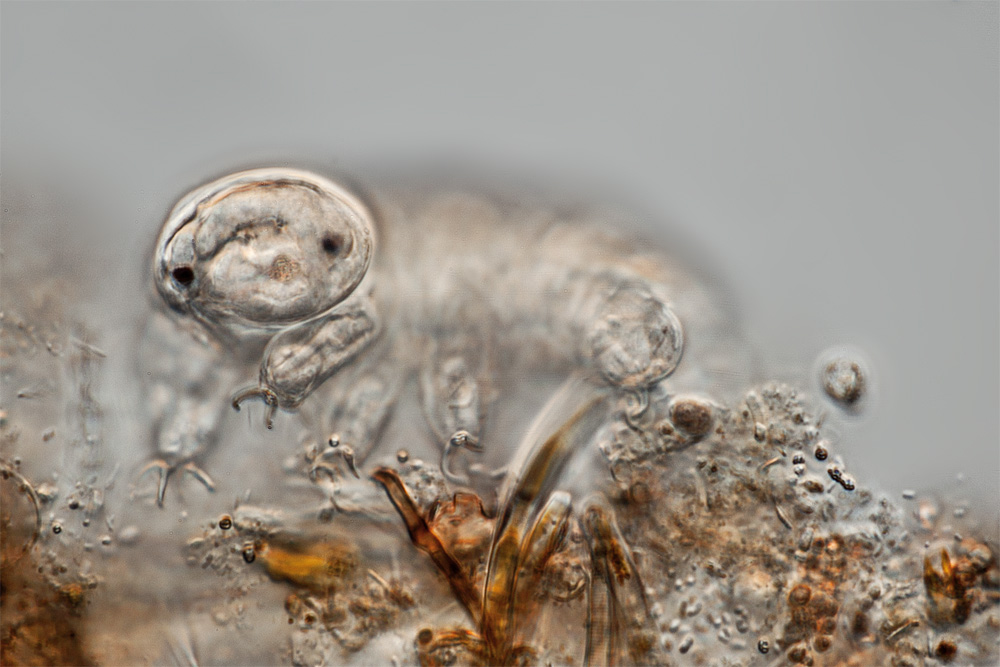
Microscopische opname van een beerdiertje met focus op de kop

Het segment aan de voorzijde van het beerdiertje, ook wel het kopsegment of cephalon genoemd, vormt de kop. Bij sommige soorten is de kop enigszins afgesnoerd van het lichaam. Op het kopsegment zijn bij een aantal soorten kleine uitsteekseltjes aanwezig zoals papillen of haartjes (cirri) die dienen als tastorganen. Ook meer opvallende uitsteeksels aan de kop zijn echter niet ongebruikelijk. De soort Cornechiniscus cornutus bijvoorbeeld heeft twee hoornachtige structuren aan de bovenzijde van de kop. De kop met de ogen en de mondopening vormt geen rechte lijn met het lichaam, maar is vaak iets onder het lichaam gekromd.
De ogen zijn alleen onder een sterke microscopische vergroting te zien. Niet alle soorten hebben echter ogen; dit verschilt per groep. Soorten uit het geslacht Diphascon hebben altijd ogen. Binnen het geslacht Hypsibius komen zowel soorten met als soorten zonder ogen voor. De ogen zijn eenvoudig en bestaan uit vijf cellen waarvan er één lichtgevoelig is, deze is voorzien van pigmenten. De lichtgevoelige cel staat in verbinding met de zenuwknopen of ganglia. Bij veel soorten is onder de huid een doorzichtige structuur aanwezig die dient als lens. Deze lens lijkt op de enkelvoudige oogcellen van sommige insecten (ocelli) en wordt ook wel ommatidium genoemd. De kleur van de ogen is meestal bleek tot wit, maar kan ook rood (geslacht Echiniscus) of zwart (geslacht Pseudechiniscus) zijn. Omdat beerdiertjes zo klein zijn, zijn de ogen op veel foto's niet zichtbaar. Vaak wordt op het lichaam of de poten gefocust waardoor de ogen wegvallen.
De plaats van de mondopening hangt af van het voedsel dat gegeten wordt. Bij de detritus-etende soorten is de mondopening aan de onderzijde van de kop gelegen. Bij de andere beerdiertjes is de mond aan het uiteinde van de kop gepositioneerd. Als een beerdiertje vervelt gaan de monddelen als eerste verloren, en nadat de vervelling is voltooid worden weer nieuwe gevormd. Als gevolg hiervan kan een beerdiertje tijdens de vervelling niet eten.

### Lichaam

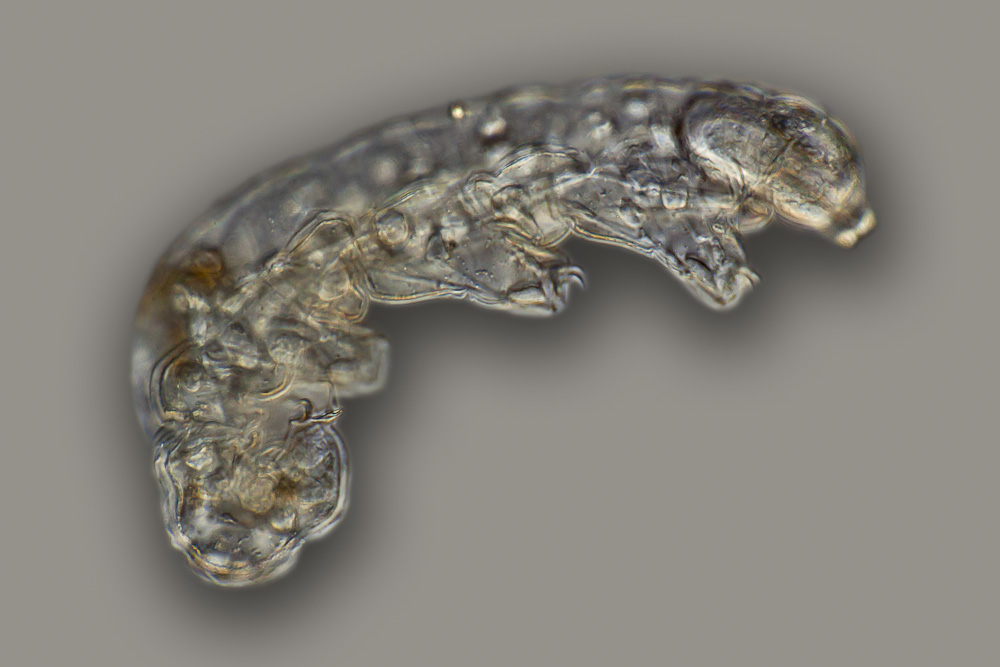
Microscopische opname van een onbekende soort

Het lichaam van een beerdiertje heeft de vorm van een enigszins uitgerekt ovaal en doet denken aan een kleine, korte rups. De bovenzijde is bol, de onderzijde is iets afgeplat. Het lichaam is verdeeld in vijf segmenten; dit is bij veel soorten echter niet duidelijk te zien. Beerdiertjes hebben meestal geen eigen lichaamskleur, maar bij sommige soorten bevat de huid stoffen die het beerdiertje een bruine, gele, groene, oranje, roze, rode, paarse of zwarte kleur geven. Deze pigmenten dienen waarschijnlijk als antioxidanten om het lichaam te beschermen als de diertjes ineen zijn geschrompeld. Soorten die plantenvloeistoffen eten krijgen veel chlorofyl binnen waardoor het lichaam groen van kleur kan worden. Bij de vertering van het plantaardig materiaal verandert de kleur hiervan naar geel tot roodbruin. De lichaamskleur van plantenetende beerdiertjes is hierdoor veranderlijk.
Het gehele lijf is omgeven door een dunne lichaamswand die het lichaam afschermt van de buitenwereld. Deze huid, die zeer dun en doorzichtig is, bestaat uit tot zeven verschillende lagen eiwitten. De huid is permeabel voor stoffen als zuurstof zodat beerdiertjes door hun huid kunnen ademhalen. De buitenste huid wordt gevormd uit een daaronder gelegen binnenste huidlaag, de epidermis. De buitenste huid wordt de cuticula genoemd en bestaat net als bij geleedpotigen uit chitine. Daarnaast zijn in de huid eiwitten aanwezig die verwant zijn aan albumine (albuminoïden). Deze eiwitten zijn waterminnend en zwellen op als ze vochtig worden om weer in te krimpen bij droogte. De huid van veel beerdiertjes die op het land leven heeft verharde, plaatachtige delen die soms een gegroefd oppervlak hebben. Deze platen kunnen zowel op de buikzijde als op de rugzijde voorkomen en vormen een beschermend pantser dat helpt om het lichaam te beschermen als het inkrimpt bij uitdroging.
Net als op de kop kunnen ook op het lichaam uitsteeksels aanwezig zijn, bijvoorbeeld kleine haartjes of papillen. Bij een aantal soorten zijn zeer lange, dunne haartjes aanwezig die dungezaaid voorkomen op het lichaam, bijvoorbeeld bij de soort Echiniscus trisetosus. Het is onbekend of deze structuren een functie hebben als chemische- of tastzintuiglijke orgaantjes, of dat ze werken als een soort rietjes die het water in de omgeving door capillaire werking naar het lichaam leiden. De uitsteeksels aan de achterzijde van het lichaam worden ook wel clava genoemd.

### Poten

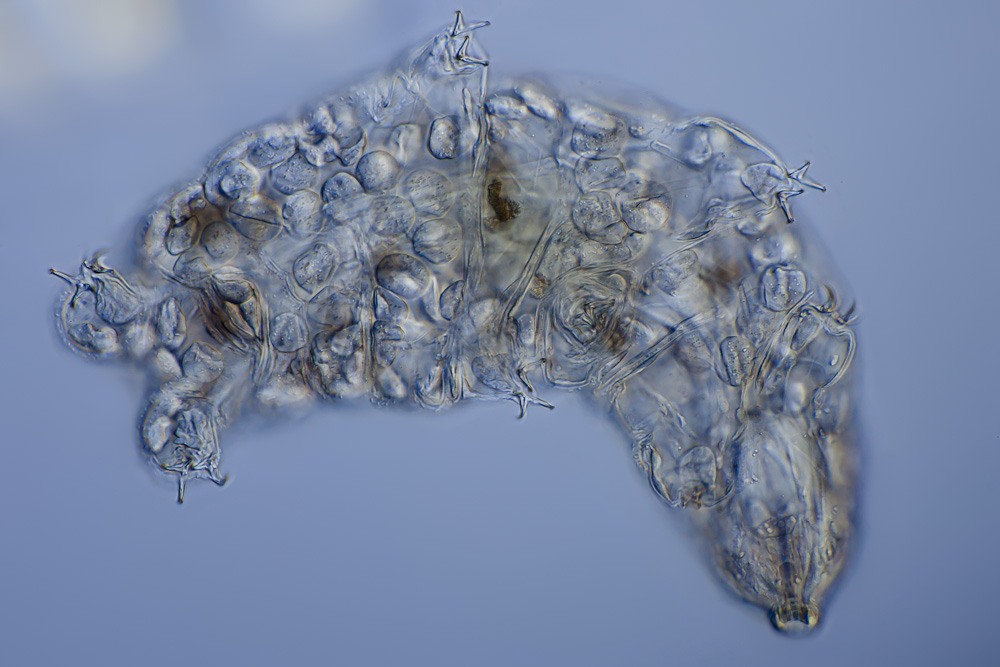
Een beerdiertje onder een lichtmicroscoop gezien vanaf de onderzijde. De poten zijn hierdoor duidelijk zichtbaar.

Elk achterlijfsegment heeft een paar poten, die lijken op kleine stompjes. De poten zijn zacht, worden omhuld door een dunne huid en zijn gevuld met lichaamsvloeistof. Bij een aantal soorten zijn de pootjes uitstulpbaar als een ballon. Van enkele soorten is bekend dat ze zuignapjes hebben aan de poten die dienen om zich vast te hechten. De poten van beerdiertjes vertonen veel overeenkomsten met die van fluweelwormen.
De poten zijn niet geleed en hebben dus geen gewrichten, maar ze zijn wel gesegmenteerd. De voorste drie paar poten zijn zijwaarts gericht en dienen om het lichaam voort te trekken over het substraat. De poten van het achterste segment zijn naar achteren gericht en worden voornamelijk gebruikt om houvast te vinden in de ondergrond. Vermoed wordt dat de achterste poten zodanig zijn gevormd dat ze het lichaam ook vooruit kunnen duwen over de ondergrond, net als de naschuiver van een rups.
Aan de uiteinden van de poten zijn meestal vier vingerachtige uitstulpingen aanwezig, die duidelijk waarneembare klauwtjes dragen. De klauwtjes zijn altijd gepaard, de meeste soorten hebben twee of vier klauwtjes, maar dit kan oplopen tot acht. De klauwtjes kennen een grote variatie in vorm en lengte; veel groepen zijn aan de vorm van de klauwtjes tot op soortniveau te determineren. Bij sommige soorten ontbreken klauwtjes echter op een aantal van de pootuitstulpingen. Bij de in 2014 beschreven soort Mutaparadoxipus duodigifinis zijn aan het uiteinde van de voorste drie potenparen alleen klauwtjes aanwezig op de eerste drie pootuitstulpingen, de vierde heeft geen klauwtje. Het achterste potenpaar echter bezit alleen klauwtjes op het tweede en derde pootuitsteeksel.

## Inwendige anatomie
Hoewel ze erg klein zijn, hebben de diertjes een vertakt zenuwstelsel en een uit verschillende delen bestaand spijsverteringskanaal. Ze hebben echter geen met de Hart en vaatstelselbloedsomloop vergelijkbaar vaatstelsel en ook een gespecialiseerd ademhalingsstelsel ontbreekt. Soorten die in zoet water leven hebben drie of vier kleine klieren in het lichaam. Deze klieren zijn eenvoudig van structuur en iedere klier bestaat uit slechts drie tot negen cellen. De functie van de klieren is nog onbekend, vermoedelijk spelen ze een rol bij de zuurstofhuishouding.

### Spijsvertering
- mo = mond
- st = stiletten
- pb = farynx
- mg = middeldarm
- go = geslachtsorganen
- an = anus

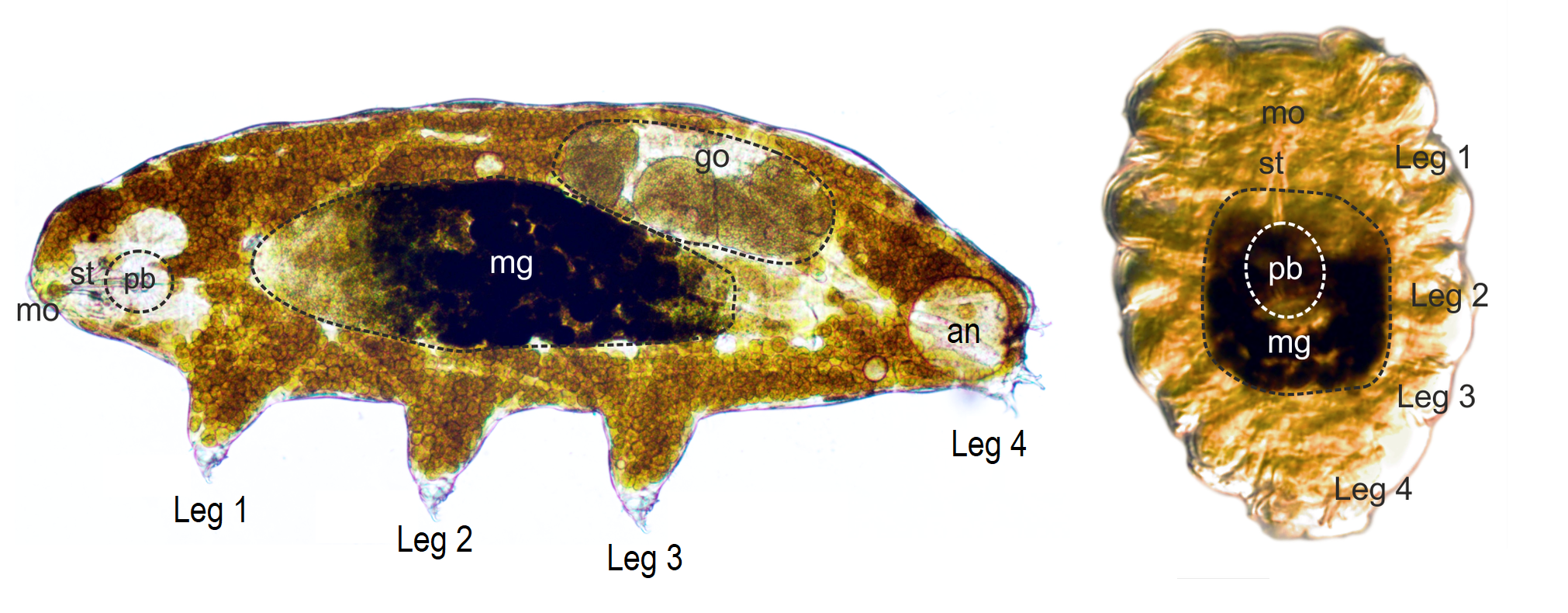
Spijsverteringskanaal van Richtersius coronifer. Links een actief stadium van opzij gezien (kopzijde links) en rechts het tonstadium van onderen gezien (kopzijde boven).

Aan het begin van het spijsverteringskanaal bevinden zich twee uitstulpbare en langwerpige monddelen, die stiletten worden genoemd. Deze hebben een verharde structuur en zijn soms verkalkt. De uiteinden van de stiletten bevatten rijen kleine tandjes. De tandjes worden niet gebruikt om te kauwen, maar om de monddelen aan het voedsel te hechten. De stiletten hebben een dubbele functie. Ze worden bij het eten als een naald in de cellen van de voedselbron gestoken waarna de celinhoud van de voedselbron als door een rietje naar binnen wordt gezogen.
Achter de mondopening bevindt zich een op een slokdarm gelijkend kanaal (farynx) dat voorzien is van spieren. Aan iedere zijde van de farynx is een speekselklier gelegen. In de farynx zijn soms verharde staafjes aanwezig die zorgen voor stevigheid, maar wellicht ook dienen om het voedsel te vermalen. De spieren van de farynx pompen het voedsel door samentrekkende bewegingen vanuit de mond de darmen in. In het voorste deel van de darmen heerst een lage pH, die veroorzaakt wordt door zure stoffen. Nadat het bewerkte voedsel het bredere middendeel van de darmen is gepasseerd wordt het in het derde en laatste deel van de darmen geleid. In deze einddarm heerst een basisch milieu.
Beerdiertjes hebben een uitscheidingsorgaan aan de achterzijde van het lichaam dat in verbinding staat met vertakkingen van de darmen. Deze anus is altijd voor het achterste potenpaar gepositioneerd. De buisjes die naar de anus leiden zijn zo klein en dun dat ze lijken op de kleine lichaamskanaaltjes van insecten; de buizen van Malpighi. Bij insecten worden deze zeer kleine buisachtige kanaaltjes echter gebruikt voor de lichaamsademhaling en niet als uitscheidingskanaal. Bij veel soorten worden de afvalstoffen regelmatig uitgescheiden. Een uitwerpsel kan bijna een derde van de totale lichaamslengte bedragen. Er zijn ook soorten die de afvalstoffen ophopen in het lichaam en zich alleen tijdens een vervelling kunnen ontlasten.

### Zenuwstelsel en ademhaling

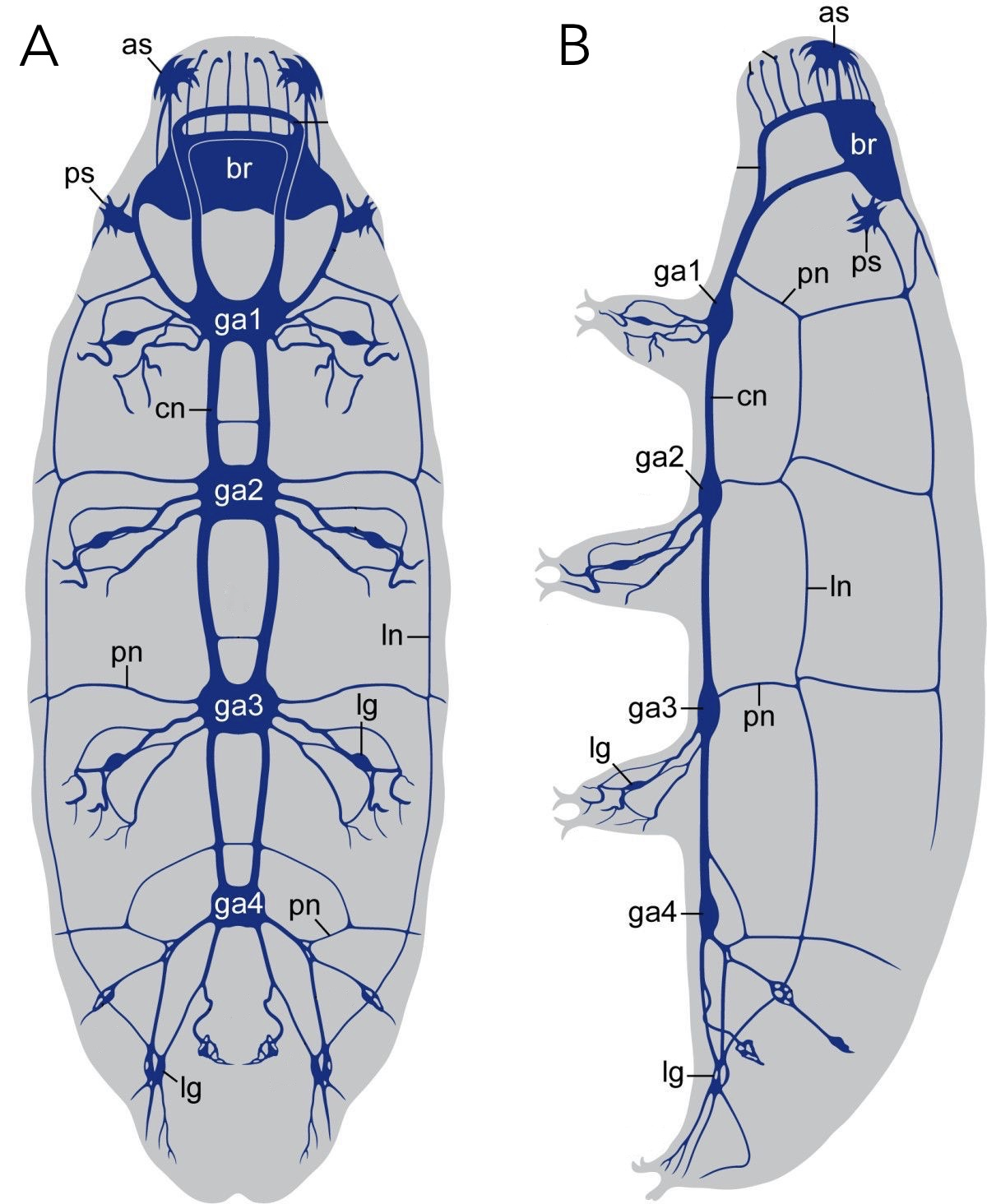
Organisatie van het zenuwstelsel van een beerdiertje. A: ventraal, B: lateraal

Beerdiertjes hebben een goed ontwikkeld zenuwstelsel, dat in grote lijnen lijkt op een touwladder, net als bij gelede wormen en insecten. Het bestaat in totaal uit tien zenuwknopen of ganglia. Twee ervan zijn boven het darmkanaal gelegen. De voorste zenuwknoop, het cerebrale ganglion, bevindt zich bij de kop en kan beschouwd worden als de 'hersenen' van het diertje. Daarachter is de tweede zenuwknoop gepositioneerd, het subesophageale ganglion, dat de spijsvertering regelt. Vervolgens is in elk lichaamssegment aan de onderzijde een paar zenuwknopen aanwezig. Deze ganglia sturen de poten van het beerdiertje aan. Sommige zenuwcellen binnen de ganglia zijn gedifferentieerd, waardoor ze een functie hebben gekregen bij het immuunsysteem of bij het transport van specifieke neurotransmitters.
Beerdiertjes hebben geen ademhalingsstelsel; de voor de celademhaling benodigde zuurstof wordt door de dunne huid via diffusie direct uit de lucht of het omringende water opgenomen. De zuurstof komt zo in de lichaamsvloeistoffen terecht en wordt door het lichaam gevoerd. Omdat de lichaamscellen dicht bij elkaar zijn gelegen kan zuurstof gemakkelijk doordringen naar alle weefsels. Alle soorten beerdiertjes zijn eutelisch; als een exemplaar eenmaal volwassen is, verandert het aantal lichaamscellen niet meer. Een jonge adult wordt groter doordat de lichaamscellen zelf groeien.

## Voedsel
Beerdiertjes hebben zich gespecialiseerd op verschillende voedselbronnen. De meeste soorten zijn fytofaag (ze leven van plantaardig materiaal). De andere soorten zijn veelal aaseter of carnivoor, en enkele soorten leven parasitair op hogere dieren. Vanwege hun zeer geringe lichaamslengte zijn de meeste beerdiertjes slechts in staat om individuele cellen leeg te zuigen. De cellen worden met de uitstulpbare monddelen (stiletten) doorboord en vervolgens leeggezogen. Dit verklaart de vaak groene tint van veel exemplaren die plantaardig materiaal eten, hoewel de meeste geen eigen lichaamskleur hebben.
| Voedsel van enkele soorten beerdiertjes die plantaardig materiaal eten | Voedsel van enkele soorten beerdiertjes die plantaardig materiaal eten                                                        |
| ---------------------------------------------------------------------- | --- |
| Soort beerdiertje                                                      | Voedsel |
| Macrobiotus sapiens                                                    | Mossenfamilie Erpodiaceae (Aulacopilum hodgkinsoniae, Venturiella sinensis) Mossenfamilie Pottiaceae (Syntrichia obtusissima) |
| Macrobiotus persimilis                                                 | Mossenfamilie Grimmiaceae (Grimmia elongata, Coscinodon cribrosus, Schistidium strictum)                                      |
| Richtersius coronifer                                                  | Algen (Trebouxia) |

Beerdiertjes die plantaardig materiaal eten voeden zich voornamelijk met celmateriaal afkomstig van planten, algen, mossen en korstmossen. Van een aantal soorten is bekend dat ze schimmels en bacteriën eten. Van de soort Echiniscus molluscorum werden levende exemplaren aangetroffen in de uitwerpselen van bepaalde landslakken. Het is echter niet bekend of het beerdiertje zich heeft gespecialiseerd in slakkenmest of dat die dieren zijn opgegeten door de slak en dit hebben overleefd.
Aasetende soorten beerdiertjes leven van dode kleine wormen of dode soortgenoten. De carnivore soorten leven van andere kleine diertjes die zij levend buitmaken, zoals kleine wormen en raderdiertjes. Van de soorten Macrobiotus harmsworthi en Macrobiotus richtersi is bekend dat deze grote hoeveelheden nematoden eten. Laatstgenoemde soort eet gemiddeld 61 nematoden per etmaal.
Er zijn ook beerdiertjes die andere soorten beerdiertjes levend buitmaken. Voorbeelden van dergelijke 'kannibalen' zijn de relatief grote soorten uit de geslachten Macrobiotus en Milnesium, die jagen op kleinere soorten uit de geslachten Diphascon en Hypsibius. In de darmen van de eerstgenoemde jagers werden resten van klauwen en monddelen van Diphascon en Hypsibius aangetroffen. Carnivore soorten kunnen zich sneller voortbewegen dan de plantenetende soorten.
Ten slotte zijn er beerdiertjes die zijn aan te merken als parasitair. Zij leven op de huid van andere organismen, onttrekken er voedsel aan en richten schade aan. Een voorbeeld is Tetrakentron synaptae, die leeft op de zeekomkommer Leptosynapta galliennii. Een andere soort, Echiniscoides hoepneri, is een ectoparasiet van de gewone zeepok (Semibalanus balanoides). Beide soorten zijn obligaat parasitair; zonder hun specifieke gastheer kunnen ze niet overleven. Er zijn ook facultatief parasitaire beerdiertjes, die voordeel hebben van een gastheer maar hen niet nodig hebben om in leven te blijven. Een voorbeeld hiervan is Pleocola limnoriae, die te vinden is op de boorpissebed (Limnoria lignorum).

## Vijanden
Beerdiertjes hebben verschillende vijanden, zoals kleine insecten, spinnen, mijten, springstaarten, slakken, kreeftachtigen en nematoden. Daarnaast worden ze aangetast door schimmels, zoals diverse schimmelsoorten uit het geslacht Lecophagus. Ook de schimmel Ballocephala pedicellata is een beruchte parasiet; deze tast onder andere de beerdiersoorten Hypsibius dujardini en Diphascon pingue aan. Een andere schimmel die op beerdiertjes groeit is Haptoglossa mirabilis.
Een indirecte vijand van beerdiertjes is de mens. Als het substraat waarop ze leven blootstaat aan milieuvervuiling kan dit ook de beerdiertjes aantasten. Een verhoogde concentratie zware metalen en een slechte luchtkwaliteit zijn beide zeer schadelijk voor de dieren. Ook een verlaagde pH (verhoogde zuurgraad), bijvoorbeeld door een verhoogde concentratie zwaveldioxide of als gevolg van zure regen, is nadelig.

## Voortplanting en ontwikkeling
Bij gunstige omstandigheden kunnen beerdiertjes zich het gehele jaar voortplanten. Voortplanting gebeurt in de regel door het afzetten van eitjes door het vrouwtje waarna het mannetje ze bevrucht. Beerdiertjes die in zee leven kennen doorgaans gescheiden geslachten, dus mannetjes en vrouwtjes. Bij veel soorten die in zoet water of op het land leven zijn mannetjes erg zeldzaam en bij een aantal soorten komen zelfs helemaal geen mannetjes voor. In deze situaties is vaak sprake van ongeslachtelijke voortplanting. Bij sommige beerdiertjes komt tweeslachtigheid voor, de dieren hebben dan zowel mannelijke als vrouwelijke voortplantingsorganen en bevruchten zichzelf.
Beerdiertjes waarbij mannetjes en vrouwtjes zijn te onderscheiden kennen twee vormen van bevruchting, die tevens samenhangen met de oppervlaktestructuur van de eitjes. Bij de eerste groep worden de eieren afgezet in de huid van het vrouwtje, vlak voor zij gaat vervellen. Het mannetje spuit vervolgens zijn zaadcellen over de eieren zodat ze worden bevrucht. Bij dergelijke soorten paren soms meerdere mannetjes met het vrouwtje. Vlak na de bevruchting werpt het vrouwtje haar oude huid af, inclusief de inmiddels bevruchte eitjes. Bij de tweede groep worden de eitjes buiten het lichaam afgezet op een substraat of in natuurlijke holtes, waar ze door het mannetje worden bevrucht.Als substraat doen bijvoorbeeld afgeworpen vervellingshuiden van watervlooien dienst of minuscule sporendoosjes van mossen.
Afhankelijk van de soort kan een mannetje meerdere malen sperma produceren, bij sommige soorten is dit slechts één keer mogelijk. Van enkele soorten is een vorm van paargedrag of balts bekend. De mannetjes stimuleren hierbij de vrouwtjes door hun cirri (tasthaartjes) tegen het lichaam van het vrouwtje te strijken.
Beerdiertjes van soorten die geen of weinig mannetjes tellen zorgen vaak voor nageslacht door middel van maagdelijke voortplanting. Alle 150 soorten uit het geslacht Echiniscus bijvoorbeeld zijn parthenogeen. De vrouwtjes van dergelijke soorten hebben niet noodzakelijkerwijs een mannetje nodig maar produceren klonen van zichzelf. Het voordeel van maagdelijke voortplanting en tweeslachtigheid voor de verspreiding van de soort is dat een enkel beerdiertje een geheel gebied kan koloniseren.

### Ei

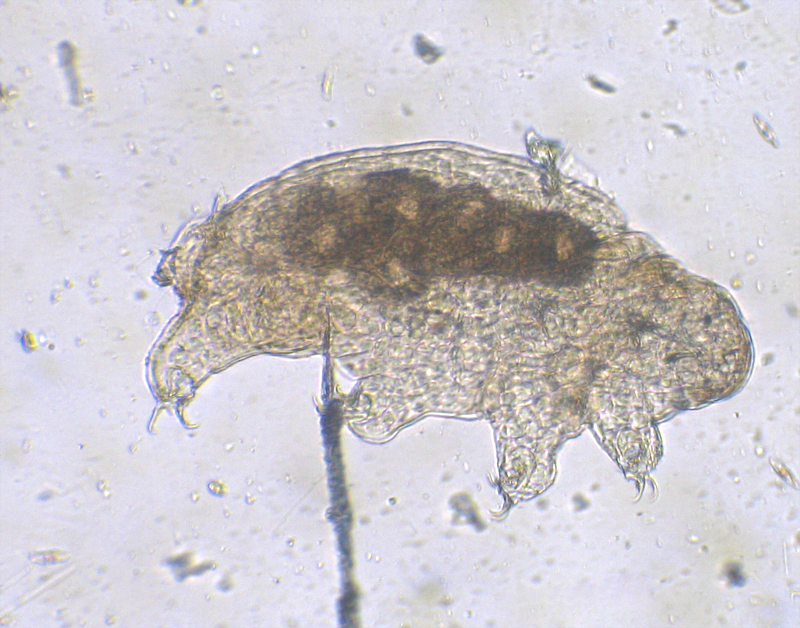
Een vrouwtje met zichtbare eitjes in het lichaam

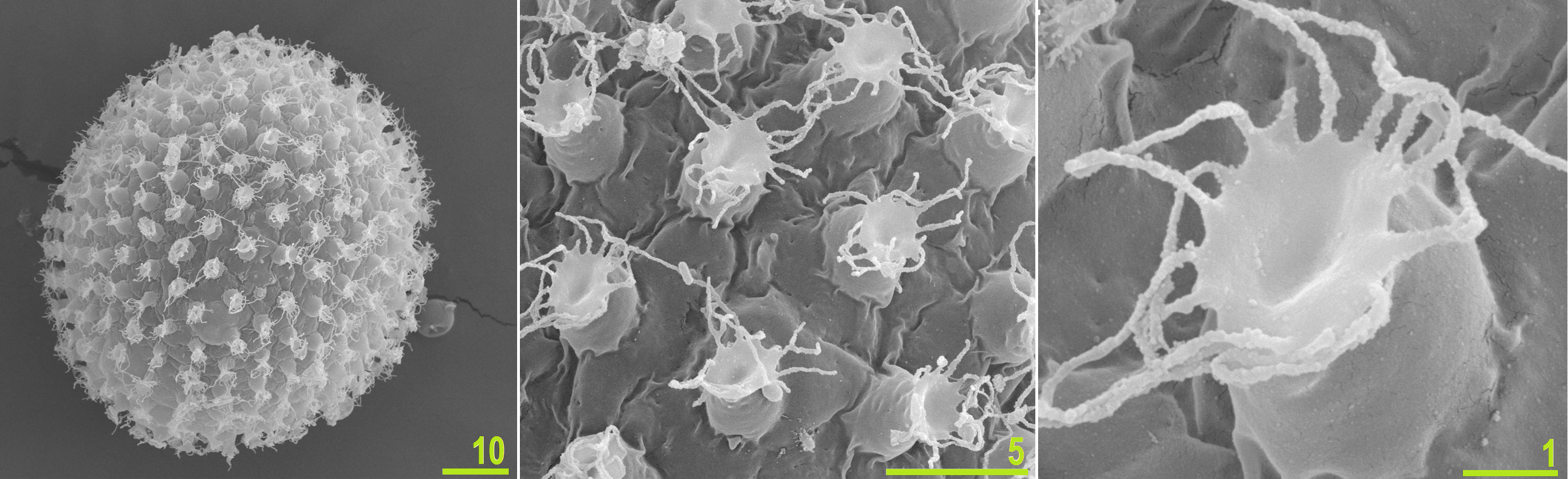
Een ei van de soort Macrobiotus shonaicus. Links het gehele ei, in het midden een vergroting van het oppervlak van het ei waarbij de papil-achtige structuren te zien zijn en rechts een opname van een enkele structuur. Schaalgrootte in micrometer (μm).

De eitjes van beerdiertjes zijn microscopisch klein en hebben een diameter van 0,07 tot 0,115 millimeter. De vorm van de eieren kan sterk verschillen. Bij de beerdiertjes die hun eieren afzetten in de vervellingshuid van het vrouwtje heeft het ei een glad oppervlak. Eieren die afgezet zijn buiten het lichaam zijn vaak voorzien van opstaande kegeltjes, stekels, haartjes of kransvormige, vertakte haartjes. Bij sommige soorten doet het ei met enige fantasie denken aan een kerstster of een zeemijn.
Deze ornamenten dienen om de rolweerstand te vergroten zodat de eieren niet makkelijk van het substraat afglijden. Dergelijke structuren helpen waarschijnlijk ook bij het afweren van vijanden, het efficiënter kunnen vasthouden van water en het vergroten van het zuurstofopnemend vermogen van het ei. Ze beschermen het ei bovendien als het door andere dieren wordt aangeraakt en waarschijnlijk verhoogt het sterk vergrote lichaamsoppervlak de efficiëntie van de gasuitwisseling van afvalstoffen tussen het ei en zijn omgeving.
De eieren kunnen een voor een worden afgezet maar worden ook wel in groepjes gedeponeerd, afhankelijk van de soort. Het aantal eieren is eveneens afhankelijk van de soort, variërend van enkele eieren tot ongeveer veertig. Het aantal eieren kan ook binnen een soort sterk variëren, afhankelijk van de conditie van het vrouwtje. Vrouwtjes die goed doorvoed zijn produceren meer eieren dan vrouwtjes die slechtere condities hebben gekend. Ook is waargenomen dat vrouwtjes hun eieren doorslikken; naar wordt aangenomen om proteïnen binnen te krijgen.
De incubatietijd bedraagt ongeveer twee weken tot een maand, waarna de juvenielen uit hun ei komen. Bij een aantal soorten komen de eieren niet allemaal tegelijkertijd uit maar verspreid over een langere periode. Van de soort Paramacrobiotus richtersi is bekend dat een aantal eieren na 30 tot 40 dagen uitkomt, andere eieren na 40 tot 60 dagen en sommige na 90 dagen. Daarnaast heeft een deel van de eieren een droge periode nodig, vervolgd door rehydratie, voordat ze kunnen uitkomen.

### Juvenielen
Als het embryo zich volledig heeft ontwikkeld, doorbreekt het jonge dier de eierschaal. Hiertoe gebruikt hij de monddelen (stiletten), die later dienen om voedseldeeltjes leeg te zuigen. Beerdiertjes kennen geen larvaal stadium. Uit de eieren kruipen jongen die reeds sterk lijken op de ouderdieren, ze zijn echter nog niet volwassen. De ontwikkelingsduur hangt af van de omgevingstemperatuur waarin het diertje opgroeit. Bij de soort Isohypsibius dastychi zijn exemplaren die bij 12 graden Celsius opgroeien veel later volwassen dan exemplaren die leven bij een temperatuur van 20 °C.
Veel soorten uit de groep van de Heterotardigrada hebben als volwassen dier een sterke bepantsering, diverse lichaamsuitsteeksels zoals haartjes, of een combinatie hiervan. Deze zijn bij jonge dieren nog niet goed te zien, maar na iedere vervelling worden deze structuren groter.
De meeste beerdiertjes worden een paar maanden oud, als ze niet gehinderd worden door droogte. Veel soorten die in vochtig mos leven worden drie tot vier maanden oud. Uitschieters kunnen een leeftijd van meer dan twee jaar bereiken, exclusief inactieve perioden. Indien het langdurig droog blijft kan de levensduur worden opgerekt tot meerdere jaren.

### Vervelling

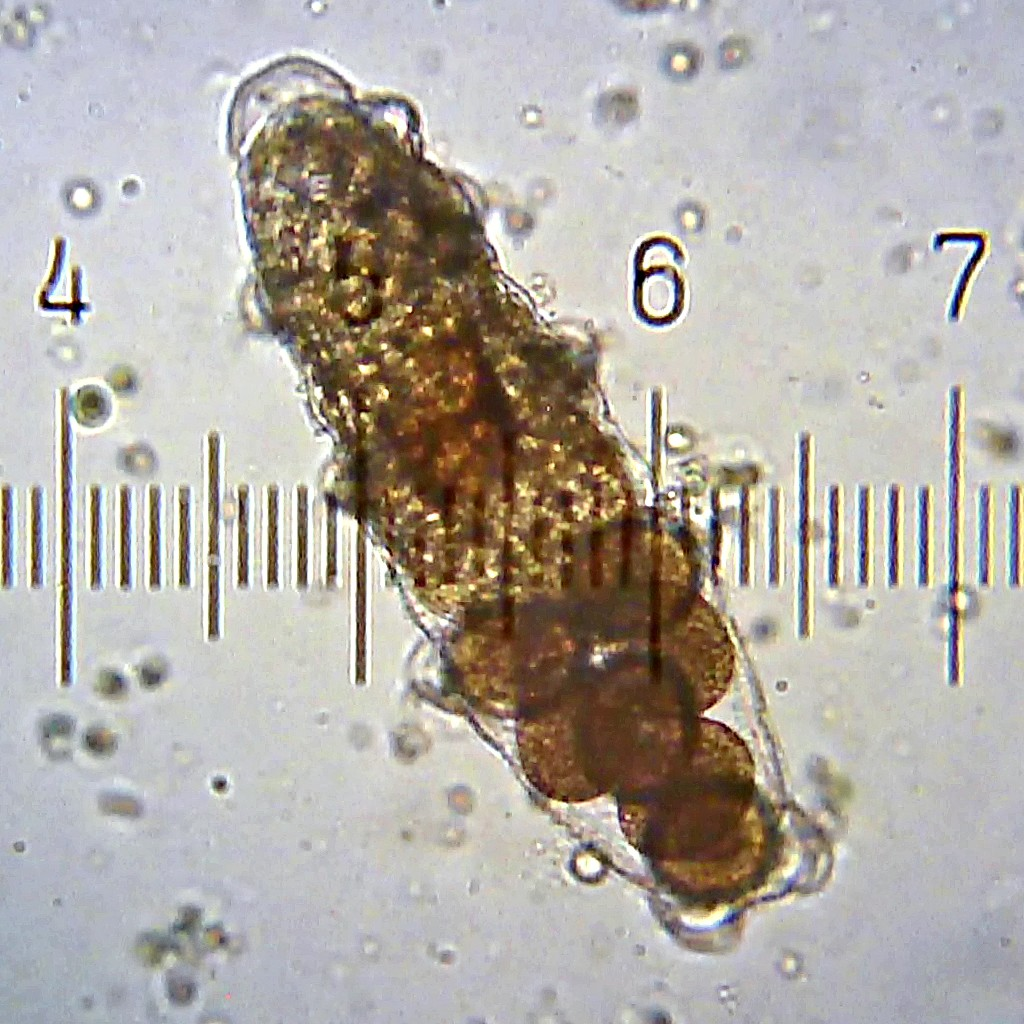
Vervellingshuid van een vrouwtje met de daarin afgezette eitjes

Net als andere geleedpotigen moeten beerdiertjes regelmatig vervellen omdat hun huid niet meegroeit. Bij de meeste soorten zijn vier tot twaalf vervellingen normaal. De vervelling kan enkele uren tot verscheidene dagen duren. Beerdiertjes vervellen niet alleen als onvolwassen dier waarbij het na een laatste vervelling volledig is ontwikkeld; ze vervellen hun hele leven lang. De juvenielen vervellen echter vaker dan oudere beerdiertjes.
Tijdens de vervelling wordt de gehele lichaamshuid, inclusief die van de poten, de kop en de monddelen geheel vervangen, waarbij een nieuwe huid tevoorschijn komt. Eerst worden de monddelen (stiletten) afgeworpen en komt de huid rond de monddelen los van het lichaam. De inwendige monddelen worden teruggetrokken in de kop en vervolgens worden nieuwe monddelen gevormd. Tot slot wordt de rest van de huid afgeworpen, waarbij ook de binnenzijde van de darm wordt vervangen. Het beerdiertje kan gedurende de vervelling geen voedsel opnemen vanwege het ontbreken van functionele monddelen. Na iedere vervelling zijn de juvenielen een maatje groter, met steeds meer kenmerken van de ouderdieren.
Soms wordt de vervelling gebruikt om zich eenmalig van ontlasting te ontdoen. Tevens dient de vervellingshuid bij een aantal soorten als eicapsule.

## Overlevingsstrategieën
Beerdiertjes kunnen alleen lopen, eten, groeien en zich voortplanten als de omgeving voldoende water bevat. Toch komen ze ook voor in omgevingen die regelmatig uitdrogen, zoals mossen en korstmossen. Met name het vermogen van beerdiertjes om na jaren weer tot leven te kunnen komen uit een opgedroogde staat, is uniek in het dierenrijk. Al naargelang de plaatselijke omstandigheden weerstaan de diertjes daarnaast grote temperatuurswisselingen tussen de seizoenen, en hoge UV-straling. Dit geldt zowel voor de eieren, de jonge dieren als voor de volwassen exemplaren.
Onderzoek uit 2015 naar de fysiologische oorzaak van deze gehardheid leek te suggereren dat de genen van beerdiertjes voor meer dan zeventien procent bestonden uit 'vreemd' DNA. Dit wil zeggen dat het DNA niet is verkregen uit voorouders of mutaties van bestaande genen maar dat ze 'geleend' zijn van bacteriën en schimmels, een fenomeen genaamd horizontale genoverdracht. Deze bevindingen kregen wereldwijd aandacht omdat een dergelijk percentage uitzonderlijk hoog is; de meeste levende wezens hebben ongeveer één procent vreemd DNA. Begin 2016 werden deze conclusies echter ontkracht door een vervolgonderzoek. Daaruit bleek dat de aangetroffen extra genen afkomstig waren van symbiotische bacteriën die op de onderzochte beerdiertjes leefden. Volgens de huidige inzichten hebben beerdiertjes ongeveer evenveel vreemd DNA als de meeste andere dieren.

### Uitdroging

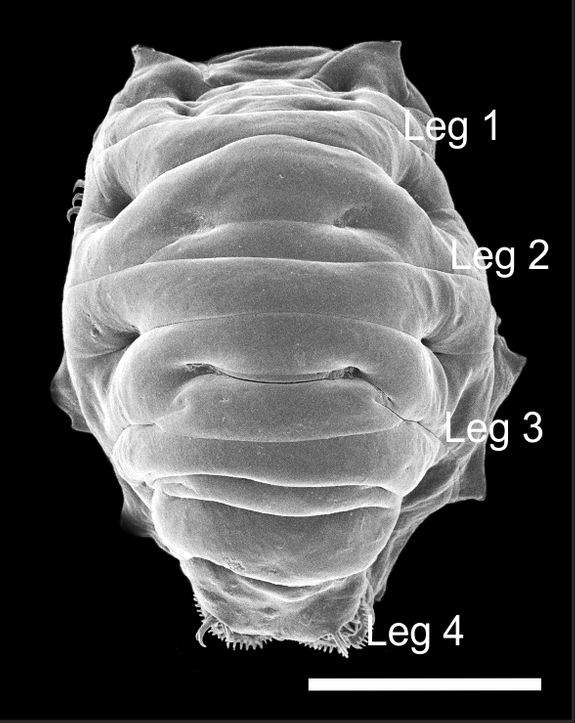
Tonvorm van de soort Richtersius coronifer

Beerdiertjes die op mossen op bijvoorbeeld daken en rotsen leven zijn eraan gewend dat hun leefomgeving soms volledig uitdroogt. Ze zijn in staat om vrijwel al het water uit het lichaam te laten verdampen zonder daar schade van te ondervinden. Deze uitdroging zet hun lichaamsprocessen nagenoeg stil en leidt tot een lang stadium van cryptobiose (schijndood). Het vermogen om volledig te kunnen uitdrogen is bekend van landsoorten, niet van soorten die permanent in het water verblijven. Het overleven van organismen van extreme droogte wordt ook wel anhydrobiose genoemd.
Het is voor de overlevingskans belangrijk dat het lichaam langzaam uitdroogt, zodat de weefsels de tijd krijgen zich aan te passen. Hoe sneller een beerdiertje uitdroogt, hoe groter de kans dat het niet meer levensvatbaar is. Als een langzaam opgedroogd beerdiertje aan water wordt blootgesteld, is het weer relatief snel tot bewegen in staat. Dit proces van heropleving kan variëren van vier minuten tot enkele uren, afhankelijk van hoelang de uitdroging heeft geduurd.
Als een beerdiertje uitdroogt verdwijnt, behalve het water dat vrij door de lichaamsholte stroomt, ook het water dat aan moleculen in het lichaam gebonden is. Dit gebonden water wordt vervangen door een suiker, dat ervoor zorgt dat de moleculen niet beschadigd raken. Dit suiker, trehalose genoemd, komt onder andere ook voor bij nematoden. Het is een glucoseverbinding die niet alleen beschermt tegen droogte maar ook dient als een soort antivries. Bij veel beerdiersoorten die tot de Eutardigrada behoren stijgt tijdens de uitdroging het gehalte aan trehalose; bij veel soorten van de Heterotardigrada blijft dit gehalte onveranderd. Onderzoek naar de soort Richtersius coronifer wees uit dat 2,3 procent van het drooggewicht uit trehalose bestond.
Als een individueel beerdiertje uitdroogt, schrompelt het lichaam ineen en worden kop en poten ingetrokken. Deze staat wordt vanwege de gelijkenis wel de ton genoemd. Door het ineenschrompelen van het lijf wordt het lichaamsoppervlak verkleind, wat dient om verdamping van lichaamsvocht te beperken. Daarnaast wordt door de huid een wasachtige substantie afgescheiden die eenzelfde functie heeft.
In de tonfase kan een beerdiertje zich niet bewegen, niet eten en de voortplantingsactiviteit valt stil. De stofwisseling wordt op een laag pitje gezet of stopt helemaal. De energie die nodig is om in leven te blijven wordt verkregen uit speciale voorraadcellen die vrij in het lichaam "drijven". Deze cellen geven glycogeen, proteïnen en vetten af. In de tonfase staat ook de veroudering stil. Een exemplaar dat jarenlang uitgedroogd is geweest heeft na rehydratering een net zo lange levensverwachting als voor zijn uitdroging.
Bij de soort Richtersius coronifer verzamelen verschillende exemplaren zich bij droogte en drukken zich tegen elkaar aan. Hierdoor hebben de individuele diertjes een gereduceerd contactoppervlak, waardoor vochtverlies door verdamping verder wordt geminimaliseerd. Of dit ook bij andere beerdiersoorten voorkomt is onbekend. Bij andere groepen van dieren die resistent zijn tegen droogte, zoals nematoden, is een dergelijk gedrag wel wetenschappelijk beschreven.
Uitdroging helpt beerdiertjes niet alleen bij droogte. Bij extreme omstandigheden zijn organismen vaak kwetsbaar door hun relatief waterige lichaam. Veel dieren kunnen koude omstandigheden niet overleven omdat het water in de cellen ijskristallen vormt en zo de cel beschadigt. Bij hogere temperaturen vormt het water gasbellen wat eveneens dodelijk is voor cellen. Ten slotte heeft ook straling voornamelijk een schadelijk effect op cellen die water bevatten. In uitgedroogde (tonvormige) toestand zijn beerdiertjes beter bestand tegen deze omstandigheden. Door het zeer lage watergehalte in de ton kan het water bevriezen noch verdampen en heeft ook straling er minder vat op.

### Zuurstof en luchtdruk
Beerdiertjes kunnen een tijd voortleven in een omgeving waarin weinig zuurstof is. Bij een gebrek aan zuurstof wordt geen ton gevormd maar zwelt het lichaam op. Het lijf wordt helemaal uitgestrekt waarbij de kop en de poten zo ver mogelijk worden uitgestoken. Dit vergroot het lichaamsoppervlak zodat relatief meer zuurstof kan worden opgenomen door de huid via diffusie. Het vermogen om zuurstofarme omgevingen te doorstaan wordt ook wel onoxybiose genoemd.
Beerdiertjes lijken slecht tegen een zuurstofloze omgeving te kunnen. Van veel soorten is beschreven dat ze wel schijnbaar herstellen maar daarna niet lang overleven.
Uit proeven blijkt dat sommige soorten zich kunnen handhaven in een omgeving waarin vacuüm heerst. Een ander uiterste is een sterk verhoogde luchtdruk. Sommige soorten zijn in staat om een druk van 6000 Atmosfeer te overleven; dat is zes keer zo hoog als de druk op de bodem van de Marianentrog.

### Straling

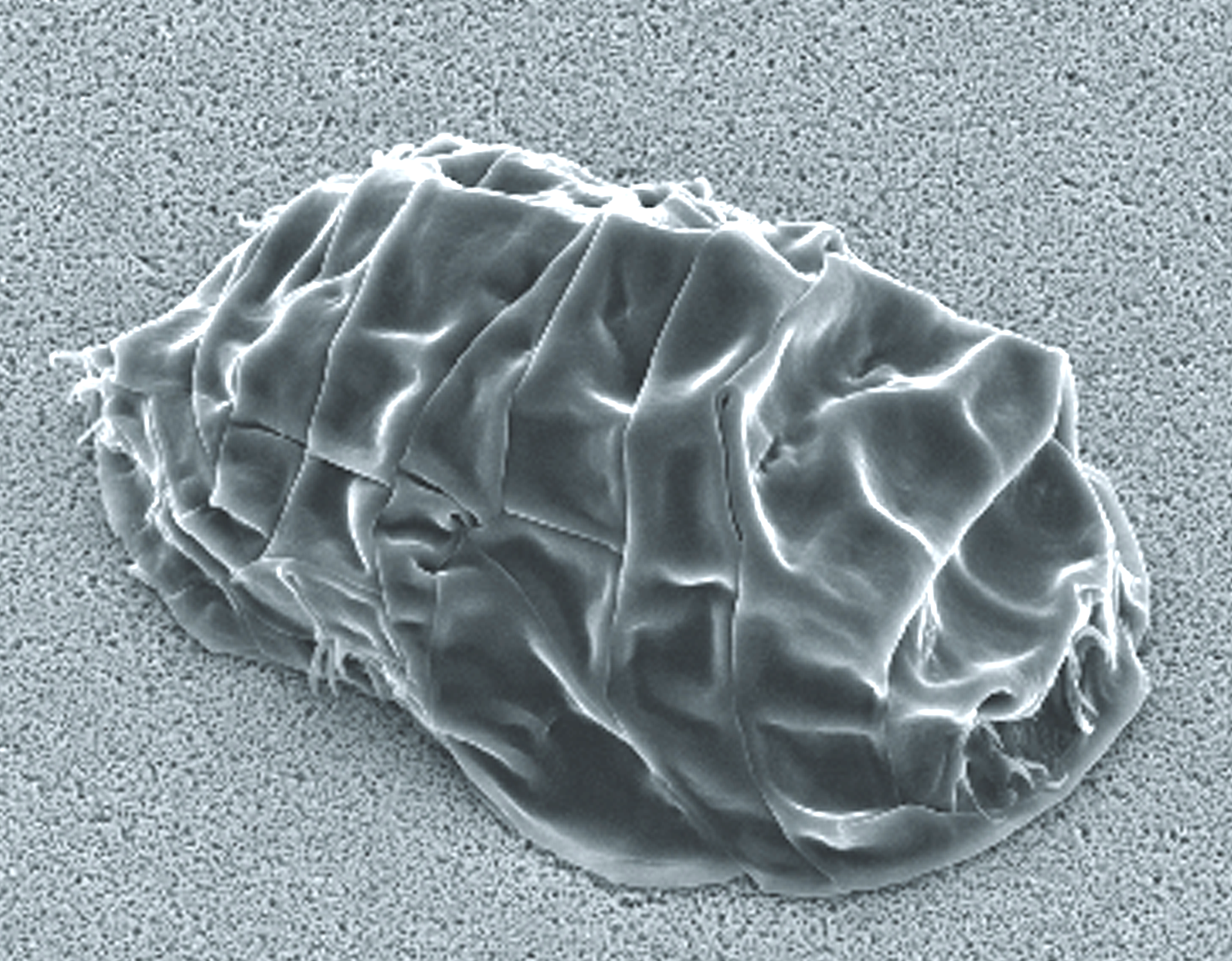
Tonvorm van Milnesium tardigradum

Beerdiertjes kunnen ook hoge doses aan straling weerstaan, zowel ultraviolette straling als röntgenstraling. Uit proeven blijkt dat hun stralingsweerstand ruim duizend keer zo hoog is als die van de mens. Een stralingsniveau van 570.000 röntgen overleeft de helft van de beerdiertjes, bij de mens overleeft de helft bij ongeveer 500 röntgen.

### Ruimteproeven
De ESA heeft in 2007 het TARDISproject opgezet (TARdigrades In Space) waarbij beerdiertjes twaalf dagen lang werden blootgesteld aan de omstandigheden in de ruimte, meereizend op de Foton-M3- satelliet. Daar bleken ze kou, kosmische straling en het bijna-vacuüm (afwezigheid van lucht) tien dagen lang te kunnen overleven. Alleen de uv-straling – daar duizendmaal sterker dan op aarde – bleek cellen en het daarin aanwezige DNA bij veel diertjes te hebben beschadigd. Een aantal van hen overleefde echter.
In 2011 deed de NASA een vergelijkbare proef waarbij beerdiertjes aan boord van de spaceshuttle Endeavour werden blootgesteld aan dezelfde omstandigheden. Ook deze exemplaren overleefden de kosmische straling, het vacuüm en de zeer hoge doses ultraviolette straling. De UV-straling was in deze omstandigheden ongeveer 1000 keer hoger dan die op het aardoppervlak. Eveneens in 2011 werd het door de Italiaanse ruimtevaartorganisatie ASI gesponsorde programma BIOKIS - TARDIKISS uitgevoerd. Hierbij werd de invloed van de blootstelling aan extreme omstandigheden in de ruimte op moleculair niveau onderzocht.
Voor de experimenten in de ruimte werden ongeveer dertig exemplaren van twee verschillende soorten gebruikt; Richtersius coronifer die afkomstig waren uit Zweden en Milnesium tardigradum die verzameld werden in Duitsland.
Op 11 april 2019 stortte de Israëlische ruimtesonde Beresjiet neer op het maanoppervlak. Aan boord bevonden zich enige duizenden beerdiertjes, waarvan sommige de crash waarschijnlijk hebben overleefd. Deze beerdiertjes verkeren echter in een cryptobiotische toestand: door het ontbreken van water en zuurstof op de maan hebben ze geen stofwisseling en kunnen ze zich niet voortplanten. Ze leven echter in die zin dat bij veranderde omstandigheden stofwisseling en voortplanting weer op gang kunnen komen.

### Extreme temperaturen

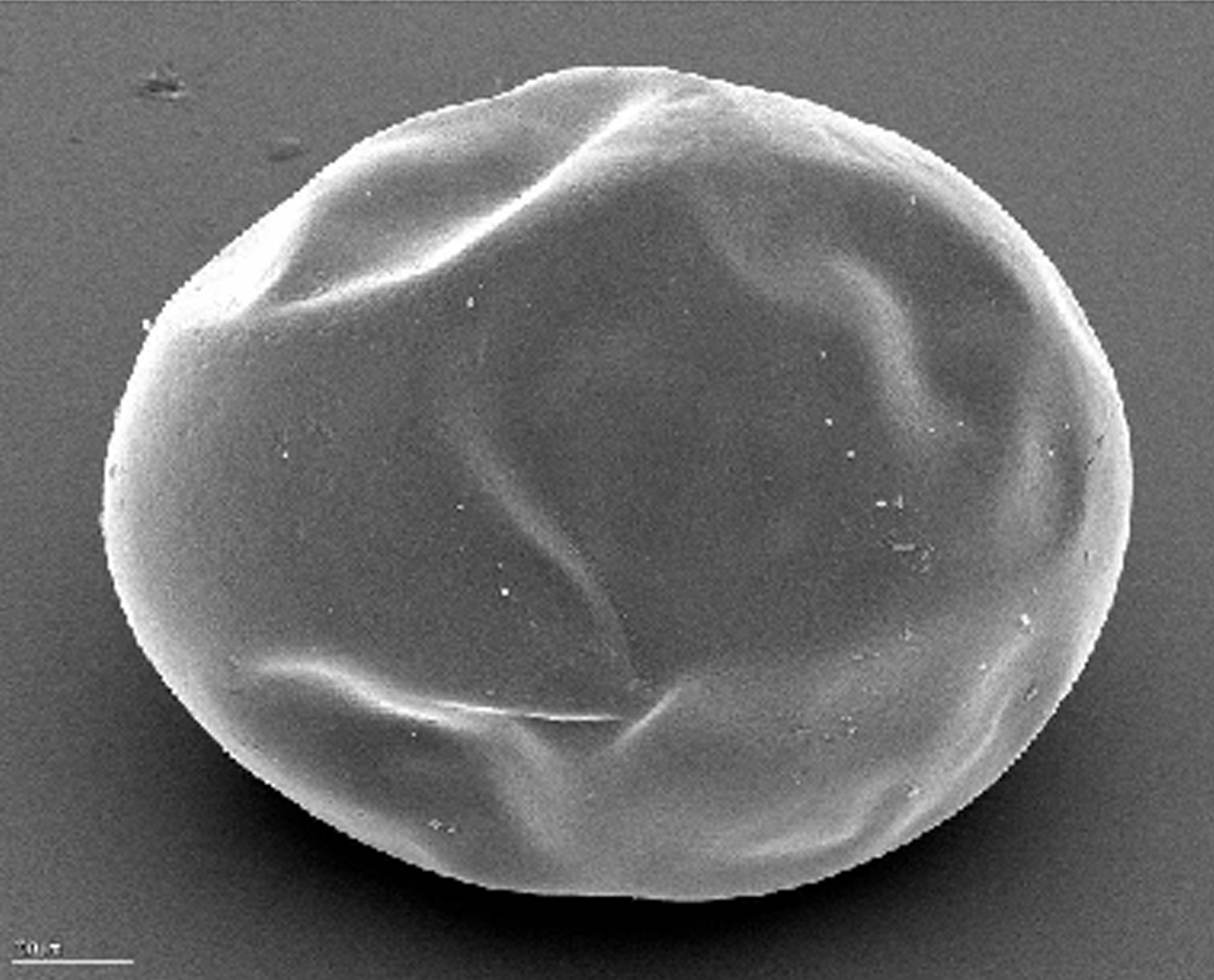
Ook de eieren zijn bestand tegen extreme omstandigheden, afgebeeld is een ei van de soort Milnesium tardigradum.

Beerdiertjes zijn ook goed bestand tegen kou; dit wordt wel cryobiose genoemd. Een pluk mos die in 1983 door onderzoekers werd aangetroffen op Antarctica en na die tijd bleef ingevroren, bleek ruim dertig jaar later levensvatbare exemplaren te bevatten. Twee volwassen dieren begonnen na enkele dagen tot leven te komen. Het ene beerdiertje stierf na twintig dagen maar een tweede exemplaar leefde langer en wist zich voort te planten. In het mos werd ook een ei aangetroffen dat na hydratisering uitgroeide tot een geslachtsrijp beerdiertje. Dit bleek eenmaal volwassen eveneens in staat om zich voort te planten.
Veel feiten over de extreme koudetolerantie van beerdiertjes zijn wetenschappelijk getest. Een proef wees uit dat beerdiertjes kunnen overleven als ze 8,5 uur in vloeibaar helium van 270 graden onder nul worden gehouden. Uit weer andere experimenten bleek dat de diertjes tot twintig uur lang een temperatuur van 0,05 kelvin (−272,95 °C) kunnen doorstaan en zich ook twintig maanden kunnen handhaven in een omgeving van −200 °C.
In veel bronnen wordt vermeld dat beerdiertjes 120 jaar lang in droge toestand kunnen overleven. Dit verhaal is gebaseerd op een beschrijving van de Italiaanse zoöloog Tina Franceschi die een pluk mos in een museum onderzocht. Deze pluk was na de vondst in een oven gedroogd en maakte daarna ruim 120 jaar lang onderdeel uit van de museumcollectie. Toen Franceschi enkele beerdiertjes in het stokoude mos van water voorzag, zou een van de pootjes van een beerdiertje hebben bewogen. Er zijn echter twijfels of het diertje daadwerkelijk tot leven kwam en de proef is nooit herhaald. Later – in 1995 – zijn wel beerdiertjes tot leven gewekt die ruim acht jaar opgedroogd waren.
Er wordt ook vermeld dat exemplaren die werden aangetroffen in een 2000 jaar oude ijslaag weer tot leven kwamen nadat ze werden opgewarmd. Deze waarneming is niet wetenschappelijk onderbouwd en is waarschijnlijk sterk overdreven.
Van een aantal soorten is wel bekend dat ze zeer hoge temperaturen kunnen doorstaan. Een uitgedroogd beerdiertje is in staat om een bad van kokend water te overleven. Beerdiertjes kunnen temperaturen tot ongeveer 150 °C trotseren. Als de temperatuur tot normale waarden daalt worden ze weer actief.

### Giftige stoffen
Sommige soorten kunnen langere tijd volledig worden ondergedompeld in vloeistoffen die voor andere dieren dodelijk zijn. Voorbeelden van dergelijke stoffen zijn ether, pure alcohol, fenol, waterstofsulfide en ook water met een zeer sterk verhoogd zoutgehalte zoals pekel. Veel beerdiertjes leven in een relatief zoute omgeving en hebben enige tolerantie voor hogere zoutgehaltes in het water. Het kunnen overleven van perioden met een sterk verhoogd zoutgehalte wordt ook wel osmobiose genoemd.

### Panspermie
Er is wel geopperd dat beerdiertjes op een andere planeet zijn ontstaan en overeenkomstig de theorie van panspermie op aarde zijn terechtgekomen. Dit zou verklaren dat beerdiertjes bestand zijn tegen omstandigheden die nooit op aarde voorkomen, zoals temperaturen nabij het absolute nulpunt en een druk die zes keer zo hoog is als die op de bodem van de Marianentrog. Aan het DNA van beerdiertjes is echter af te lezen dat ze zich op aarde hebben ontwikkeld.
Ook wordt door sommigen gesuggereerd dat beerdiertjes – waarvan is aangetoond dat ze in de ruimte enige tijd kunnen overleven – mogelijkerwijs interstellair zouden kunnen reizen wanneer ze opgesloten zouden zijn in een (ijs)komeet. Omringd door het ijs zouden de diertjes beter beschermd zijn tegen de uv-straling en zo een andere planeet kunnen gaan 'besmetten'. Wetenschappelijk gezien is dit nog niet aangetoond.
In een recente theoretische studie is nagegaan wat het effect van een aantal astrofysische gebeurtenissen zou kunnen zijn op het leven op aarde. Supernova's noch gammastraling of andere gebeurtenissen zouden waarschijnlijk volstaan om het leven uit te roeien. Met name Milnesium tardigradum zou goede overlevingskansen hebben.

## Taxonomie en indeling
Beerdiertjes vormen een stam van dieren die zijn verdeeld in twee klassen, twintig families en 104 geslachten. De verschillende groepen worden onderscheiden aan de hand van morfologische kenmerken. Voorbeelden zijn de lichaamsvorm, de vorm van de (eventuele) verharde platen op de huid, het aantal klauwtjes en de vorm hiervan, de vorm van de monddelen en de kenmerken van het oppervlak van de eieren. Beerdiertjes zijn bekend vanaf het Cambrium, ongeveer 540 tot 485 miljoen jaar geleden. Het Cambrium was een periode waarin de eerste meercellige organismen ontstonden met harde delen als schalen en skeletten.
Volgens sommige bronnen zijn er iets meer dan 1000 soorten bekend terwijl andere bronnen spreken van 1200 soorten. Er wordt af en toe een nieuwe soort ontdekt zodat het soortenaantal oploopt. Een recent voorbeeld is Macrobiotus shonaicus die in 2017 werd ontdekt op een parkeerplaats in de stad Tsuruoka in Japan. Vermoed wordt dat het overgrote deel nog niet is ontdekt en er op aarde meer dan 10.000 verschillende soorten leven.
De evolutionaire geschiedenis van beerdiertjes was lange tijd zo goed als onbekend. Fossielen van beerdiertjes zijn zeer lastig te vinden omdat ze zo klein en fragiel zijn. Op basis van hun uiterlijke kenmerken, zoals de op het eerste gezicht gesegmenteerde poten, werd lange tijd gedacht dat ze tot de geleedpotigen behoorden. Beerdiertjes werden lange tijd beschouwd als een tussenvorm van de gelede wormen en de geleedpotigen. Omdat ze altijd acht poten hebben werden ze met name gelinkt aan de spinachtigen.
De poten zijn bij nadere beschouwing echter niet geleed maar eerder ballon-achtig en lijken meer op die van de fluweelwormen, die eveneens klauwtjes dragen aan de uiteinden. Uit een onderzoek dat werd gepubliceerd in 2017 bleek dat beerdiertjes ondanks de vorm van hun poten sterker verwant zijn aan de rondwormen dan aan de insecten en de spinnen. Hierbij werd gekeken naar het DNA van de diertjes, meer bepaald hun hoxgenen die de segmentering van het lichaam bepalen.

### Positie van de beerdiertjes binnen de ongewervelden
Tegenwoordig worden de beerdiertjes tot de groep Panarthropoda gerekend, samen met twee andere stammen van dieren; de geleedpotigen (Arthropoda) en de fluweelwormen (Onychophora). Deze laatste twee groepen zijn in een aparte groep geplaatst; de Lobopodia.
| - Ecdysozoa - - Nematoida - Rondwormen (Nematoda) - Paardenhaarwormen (Nematomorpha) - Panarthropoda - Stam Beerdiertjes (Tardigrada) Spallazani (1777) - Klasse Eutardigrada - Orde Apochela; op het land levend - Orde Parachella; op het land of in zoet water levend - Klasse Heterotardigrada - Orde Arthrotardigrada; voornamelijk in zee levend - Orde Echiniscoidea; op het land levend - Klasse Mesotardigrada (bestaan wordt in twijfel getrokken) - † Orde Thermozodia; levend in een heetwaterbron - Lobopodia - Fluweelwormen (Onychophora) - Geleedpotigen (Arthropoda) - Scalidophora |